# Музей Антониу Паррейраса

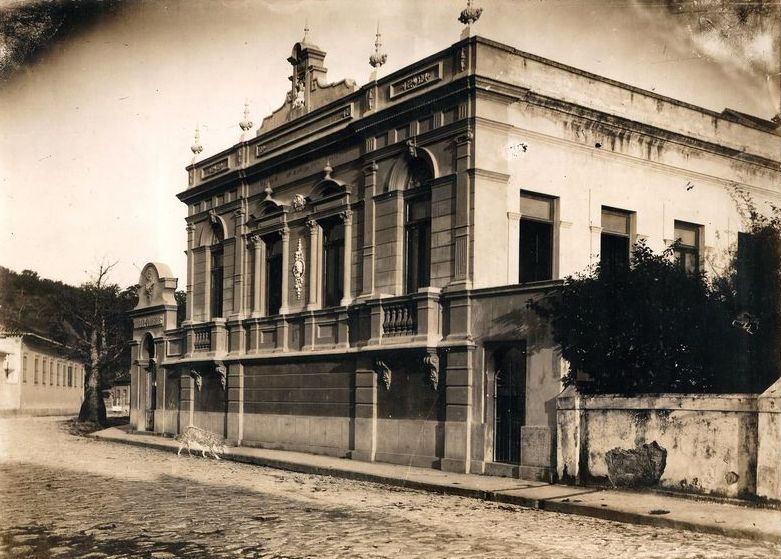
Фасад мастерской Антониу Паррейраса (1907)

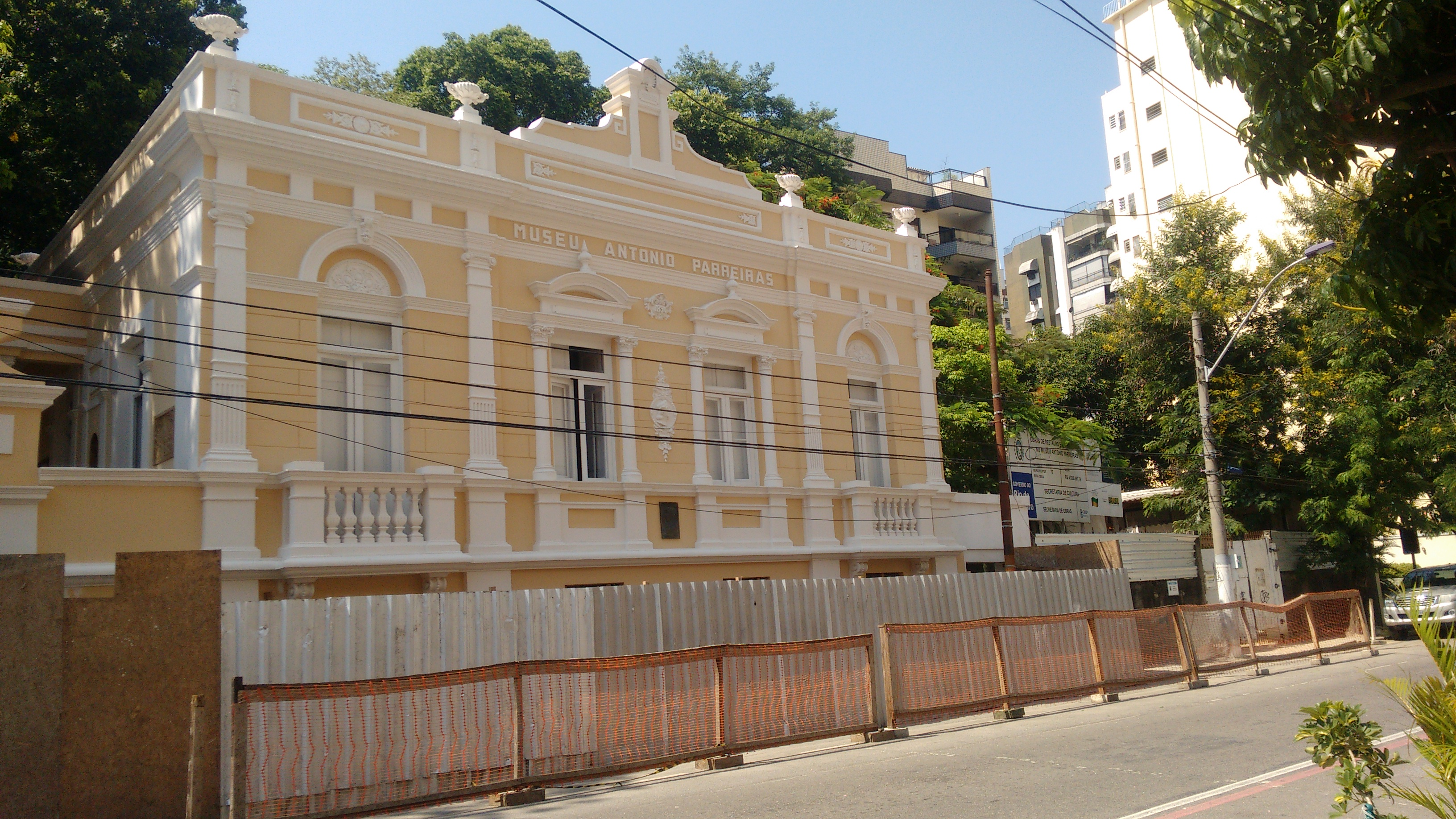
Музей Антониу Паррейраса

Музей Антониу Паррейраса (порт. Museu Antônio Parreiras ) — художественный государственный музей в г. Нитерой бразильского штата Рио-де-Жанейро, посвящённый творчеству бразильского художника, дизайнера и иллюстратора Антониу Паррейраса (1860—1937), одного из важнейших представителей Belle Époque Бразилии. Создан в январе 1942 года и размещается в трёх зданиях, принадлежавших художнику и его семье.
Общая площадь составляет 5000 квадратных метров; из которых 1000 м² являются выставочными площадями.
Кроме полотен Антониу Паррейраса в музее экспонируются также произведения живописи других художников, в том числе европейских.
Музей в 1967 году был включен Национальным институтом истории и художественного искусства Бразилии (IPHAN) в Список памятников культуры страны.

## Галерея

Произведения Антониу Паррейраса в музее
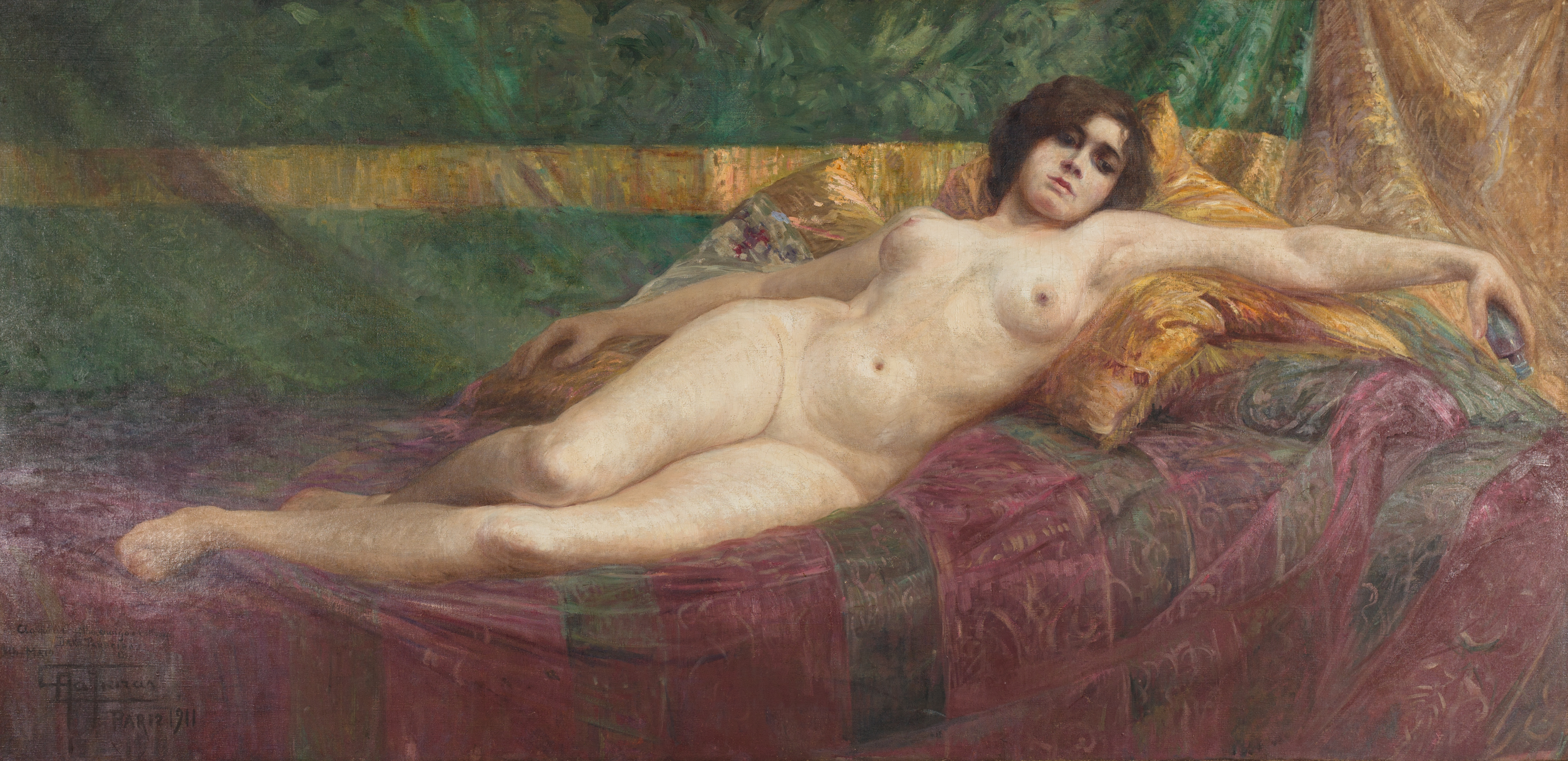
Долорида, 1909
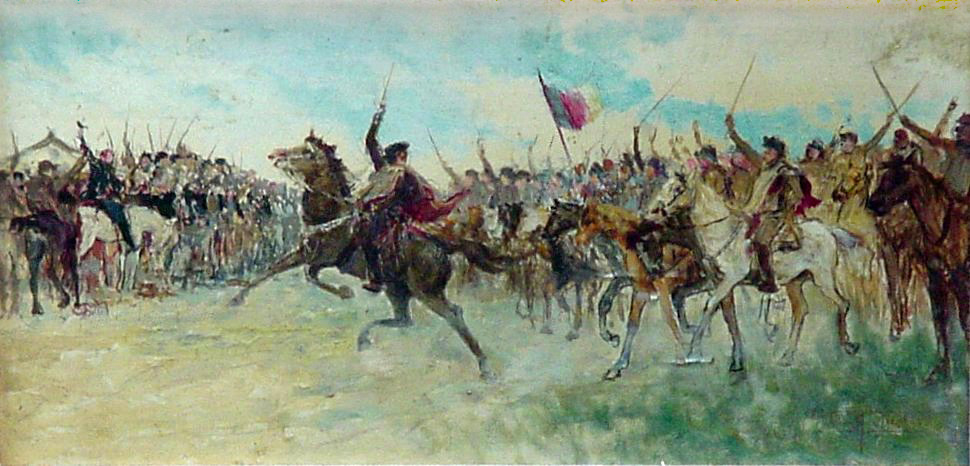
Провозглашение республики Пиратини, 1915
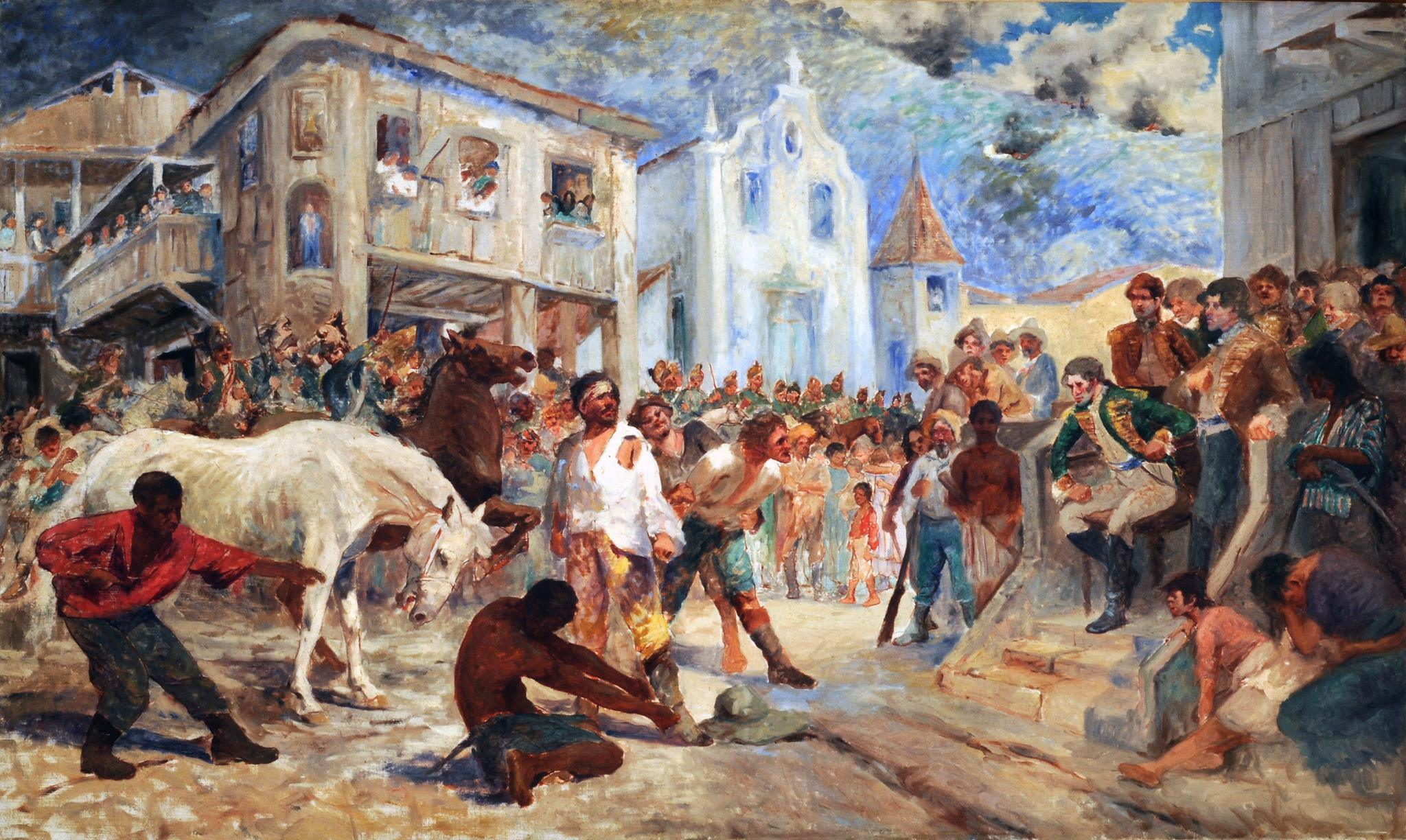
Осуждение участников заговора в Минас-Жерайсе
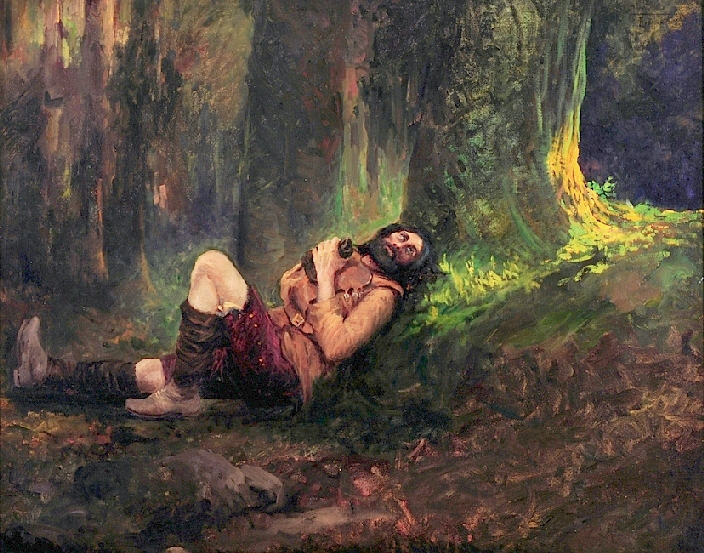
Смерть бандейранта, ок. 1911
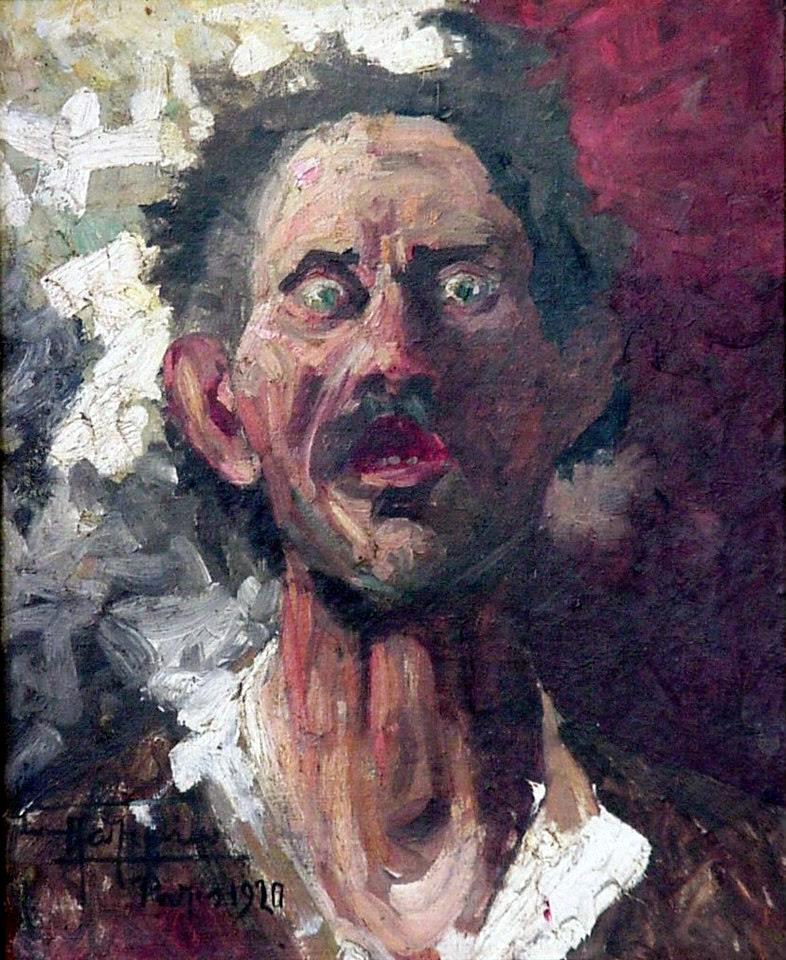
Безумный фон Шевиллат , 1920
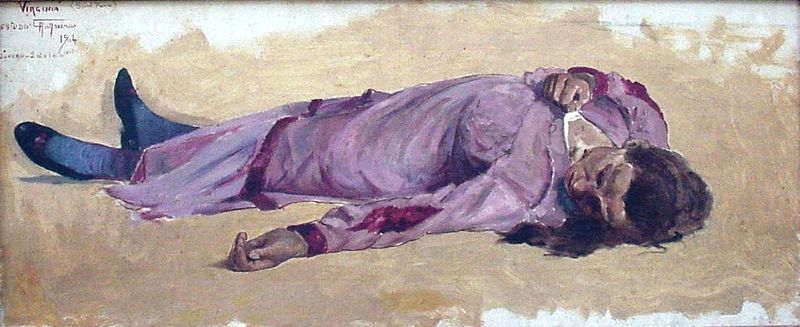
Мертвая Виргиния, 1904